# Ejército Croata (NDH)
El Ejército Croata  fue un componente terrestre de las fuerzas armadas de la NDH (Guardia Nacional) de 1941 a 1945. La Guardia Nacional también incluía a la Armada y la Fuerza Aérea.

## Nombre
Al comienzo de la creación del Estado Independiente de Croacia, aparecieron varios nombres: ejército croata, fuerzas terrestres,[1] ejército terrestre croata.[2] Sin embargo, con el establecimiento del Ministerio de la Guardia Nacional y el Estado Mayor, se comenzó a utilizar el nombre de Ejército de Tierra. Con el establecimiento del Ministerio de las Fuerzas Armadas (MENORES) en enero de 1943, el nombre de Guardia Nacional se usó cada vez más para el Ejército,[3] mientras que solo los miembros del Ejército se llamaron Guardias Nacionales, inicialmente de manera no oficial y luego cada vez más oficialmente. Es por eso que incluso hoy en día el nombre de guardia de casa a menudo se usa mal solo para el ejército.

### Estructura
En los primeros meses del Estado Independiente de Croacia, se establecieron la sede y luego el comando de las fuerzas terrestres. El 16 de abril de 1941, el primer comandante de las fuerzas terrestres se convirtió en el general de infantería Slavko Štancer, y pronto fue reemplazado por el teniente general Vladimir Laxa.[4] Sin embargo, ya en agosto de 1941, cuando se estableció el Estado Mayor, estas instituciones fueron disueltas y reemplazadas por áreas de comando del cuerpo, mientras que la posición especial de comandante de las fuerzas terrestres fue abolida.

## Organización Territorial
El ejército de tierra de la Guardia Nacional estuvo inicialmente limitado por los alemanes a 16 batallones de infantería y dos escuadrones de caballería, un total de 16 000 hombres. De los 16 batallones iniciales pronto creció a 15 regimientos de infantería (cada uno con dos batallones) entre mayo y junio de 1941. Se organizó en 5 áreas divisionales (una estructura heredada del ejército yugoslavo ) con un total de aproximadamente 55 000 soldados.[5] En octubre, otras unidades incluían 35 tanques ligeros (anteriormente yugoslavos, pero entregados a la Guardia Nacional por las fuerzas italianas),[6] cuatro batallones de ingeniería, 10 unidades de artillería (batallones) equipadas con antiguos cañones checos yugoslavos de 105 mm (milímetros), un regimiento de caballería en Zagreb y un batallón de caballería independiente en Sarajevo. Dos batallones de infantería motorizados independientes estaban estacionados en Zagreb y Sarajevo.[5]

## Uniformes e insignias
Los guardias caseros vestían trajes marrones y gris oliva similares a los Ustashas y botas militares iguales a los Ustashas. El sombrero Tabor se inspiró en el sombrero de la Guardia Nacional de la Primera Guerra Mundial, y también se parecía al sombrero de la Wehrmacht. Los musulmanes que sirvieron en el servicio militar en la Guardia Nacional usaron un fez rojo en lugar de un sombrero como señal de su singularidad. En el cuello, los guardias locales llevaban insignias de rango que recordaban mucho a las de la época de Austria-Hungría, solo que la estrella fue reemplazada por un trébol. Durante el invierno, los guardias caseros llevaban abrigos e impermeables del mismo color que el uniforme. En lo que respecta a los uniformes, había un caos en el ejército terrestre de la Guardia Nacional porque los viejos uniformes yugoslavos estaban usados, algo modificados, luego nuevos, uniformes de la Guardia Nacional y más y más uniformes alemanes, enviados como ayuda material. Es interesante que se produjeran uniformes de defensa en el hogar en la Serbia ocupada.[16] Los miembros de las unidades blindadas y de tanques llevaban uniformes negros y gorras negras, inspirados en los uniformes alemanes de las unidades blindadas de la Wehrmacht.
Los miembros del ejército llevaban varios cascos, los que sobraron del ejército yugoslavo con un surco distintivo en el medio, fabricados en Francia, luego cascos italianos y en su mayoría alemanes. En el costado del casco, los soldados a menudo dibujaban un tablero de ajedrez. Los soldados a menudo llevaban una insignia con las letras estilizadas "NDH" o "NHD" en sus sombreros. A veces llevaban una insignia con las iniciales estilizadas de Ante Pavelić, de manera similar a como los guardias caseros llevaban una rosa con las iniciales del emperador y el rey Francisco José I.. Los oficiales y los suboficiales usaban sombreros de campamento como soldados o sombreros de oficiales duros, en los que había varios tipos de insignias y rosas. Los miembros de la caza y los compañeros de montaña en el hombro son llevados edelweiss.

## Desempeño
El Ejército no pudo desempeñar un papel importante durante la guerra debido a una serie de factores: poca motivación, deserción frecuente, propensión a los partisanos, rivalidad con los Ustashas, incompetentes, en su mayoría oficiales más viejos y falta de armas pesadas, especialmente blindadas. El ejército terrestre con una organización clásica no podía responder adecuadamente a la guerrilla, modo partidista de guerra. En noviembre de 1944, las unidades de la Guardia Nacional y Ustasha se fusionaron en una sola Fuerza Armada croata.
- Datos: Q95113636